# Soft (Kurzfilm, 2020)
Soft ist ein Kurzfilm von Daniel Antebi, der nach der Absage des South by Southwest Film Festivals ab Ende März 2020 vom Independentfilmverleih Oscilloscope Laboratories und dem Technikunternehmen Mailchimp auf deren Plattform zur Verfügung gestellt wurde.

## Handlung
Sam ist nach dem Kampfsporttraining mit Coach Novik in den Waschräumen des Dojos. Obwohl das Training zu Ende ist, will Novik körperlich werden und den Teenager anfassen. Das Licht geht immer wieder aus. Sams Lover Rafa und sein jüngerer Bruder Leo kommen herein. Gemeinsam konsumieren sie Drogen, und Leo will Novik einen Energydrink geben, was Sam aber verhindert. Sams Freund hat wenig Erfahrungen mit Drogen, hustet nach einem Zug und verlässt die Waschräume. 
Sam geht ihm nach. Draußen regnet es. Sie berühren sich und wollen sich küssen, doch Sam ist nicht richtig bei der Sache, da er nicht weiß, was ihr Coach hinten mit seinem Bruder tut. Als Sam die beiden hinten rumalbern hört und Novik endlich die Tür öffnet, wirkt Leo ganz entspannt und Sam bittet Novik sie nach Hause zu bringen.

## Produktion
Regie führte Daniel Antebi, der auch das Drehbuch schrieb.
Nach der Absage des South by Southwest Film Festivals, wo der Film im März 2020 seine Premiere feiern sollte, stellten der Independentfilmverleih Oscilloscope Laboratories und das Technikunternehmen Mailchimp den Film 30 Tage lang kostenlos auf einer gemeinsamen Onlineplattform zur Verfügung. Hiernach können die Macher des Films entscheiden, ob sie ihn dort zwei weitere Jahre mit einer SVOD-Lizenz laufen lassen. Zudem gehört Soft zu den Filmen, die beim South by Southwest Film Festival gezeigt werden sollten und durch eine Kooperation mit Amazon Prime Video im Rahmen der „SXSW 2020 Film Festival Collection“ von Amazon virtuell zur Verfügung gestellt werden. Der Film wird in den USA zehn Tage lang kostenlos vor der Prime-Video-Paywall verfügbar sein.

## Auszeichnungen
South by Southwest Film Festival 2020
- Nominierung für den Grand Jury Award in der Sektion Narrative Short (Daniel Antebi)